# Gidle (Radomsko)
Pour les articles homonymes, voir Gidle.
Gidle (prononciation [ˈɡidlɛ]) est un village de la gmina de Gidle , du powiat de Radomsko, dans la voïvodie de Łódź, situé dans le centre de la Pologne.
Le village est le siège administratif (chef-lieu) de la gmina appelée gmina de Gidle.
Il se situe à environ 13 kilomètres (km) au sud de Radomsko (siège du powiat) et 93 kilomètres au sud de Łódź (capitale de la voïvodie).
Sa population s'élève à 1 449 habitants en 2010.

## Administration
De 1975 à 1998, le village était attaché administrativement à l'ancienne voïvodie de Częstochowa.

Depuis 1999, il fait partie de la nouvelle voïvodie de Łódź.

## Culture et patrimoine

### Lieux et monuments
- Chartreuse de Gidle

## Galerie

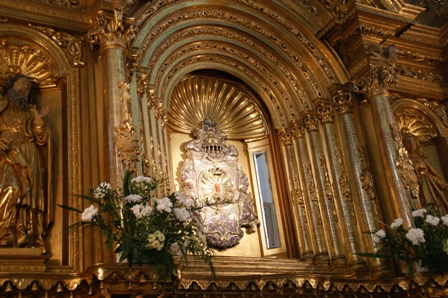
La chapelle de Notre-Dame
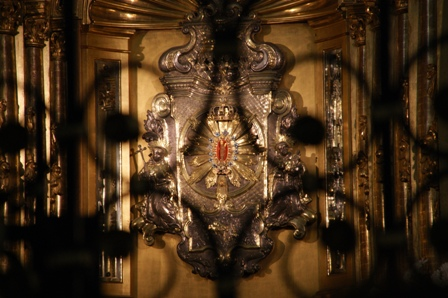
La chapelle de Notre-Dame
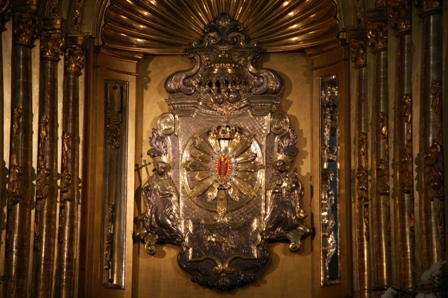
La figure de pierre au centre est seulement quelques centimètres de haut
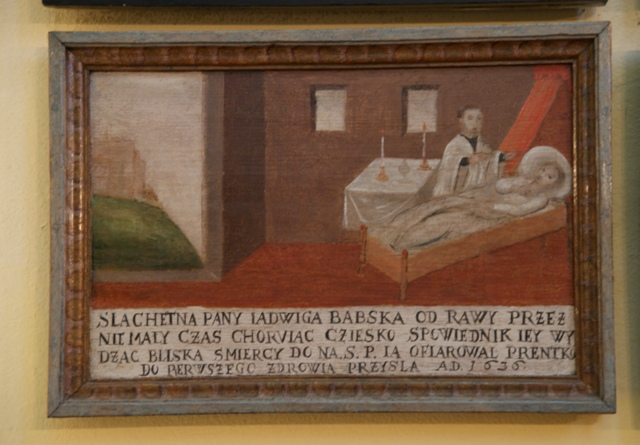
Témoignages peints du XVIIe siècle de guérisons miraculeuses
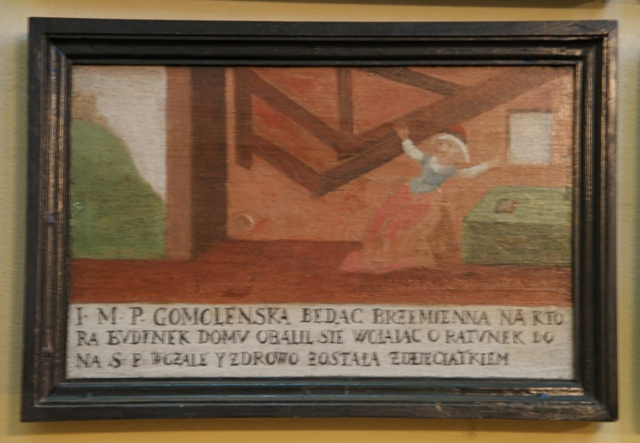
Témoignages peints du XVIIe siècle de guérisons miraculeuses
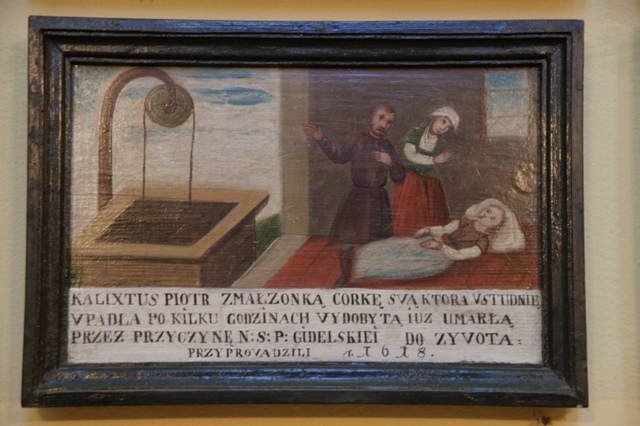
Témoignages peints du XVIIe siècle de guérisons miraculeuses
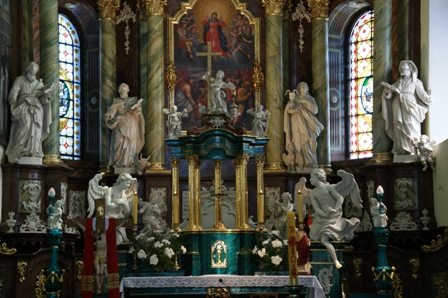
Autel principal dans l'église
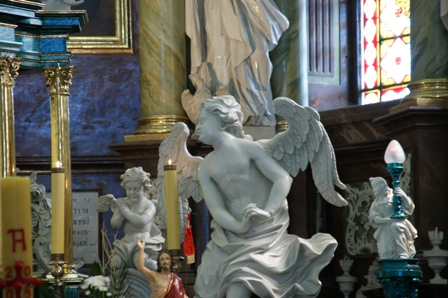
Détails de l'Autel
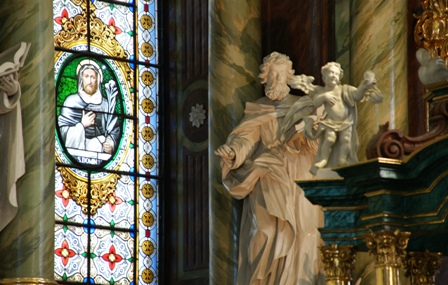
Vitrailde Saint Dominique